# Dolichogyna chilensis
Dolichogyna chilensis är en tvåvingeart som först beskrevs av Walker 1836.  Dolichogyna chilensis ingår i släktet Dolichogyna och familjen blomflugor. Inga underarter finns listade i Catalogue of Life.